# Hermsdorf (Turingia)
Hermsdorf è una città di 8 052 abitanti della Turingia, in Germania.
Appartiene al circondario della Saale-Holzland (targa SHK) ed è capoluogo della comunità amministrativa (Verwaltungsgemeinschaft) omonima.

## Amministrazione

### Gemellaggi
Hermsdorf è gemellata con:
- Lahnstein, dal 1990
- Grünstadt, dal 1998